# Clarée (rivière)
Pour les articles homonymes, voir Clarée.
La Clarée est une rivière française, dans le département des Hautes-Alpes, en région Provence-Alpes-Côte d'Azur, affluent droit de la Durance, sous-affluent du Rhône.

## Géographie

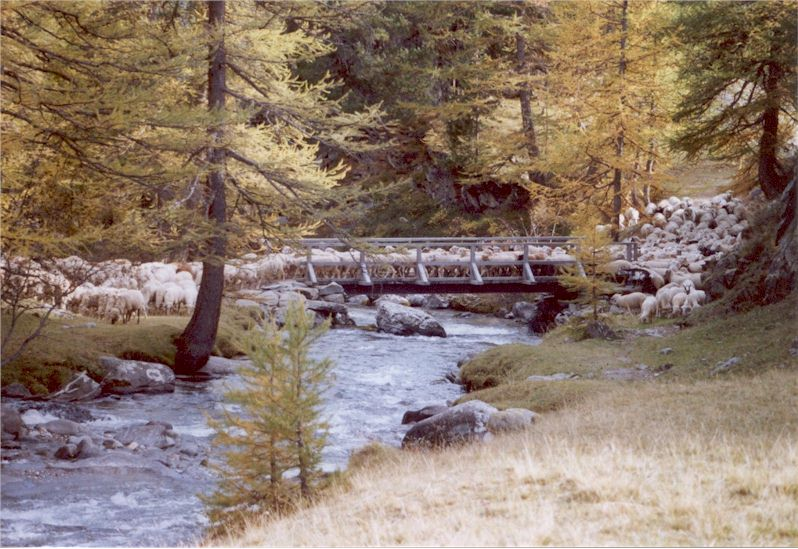
Haute vallée de la Clarée.

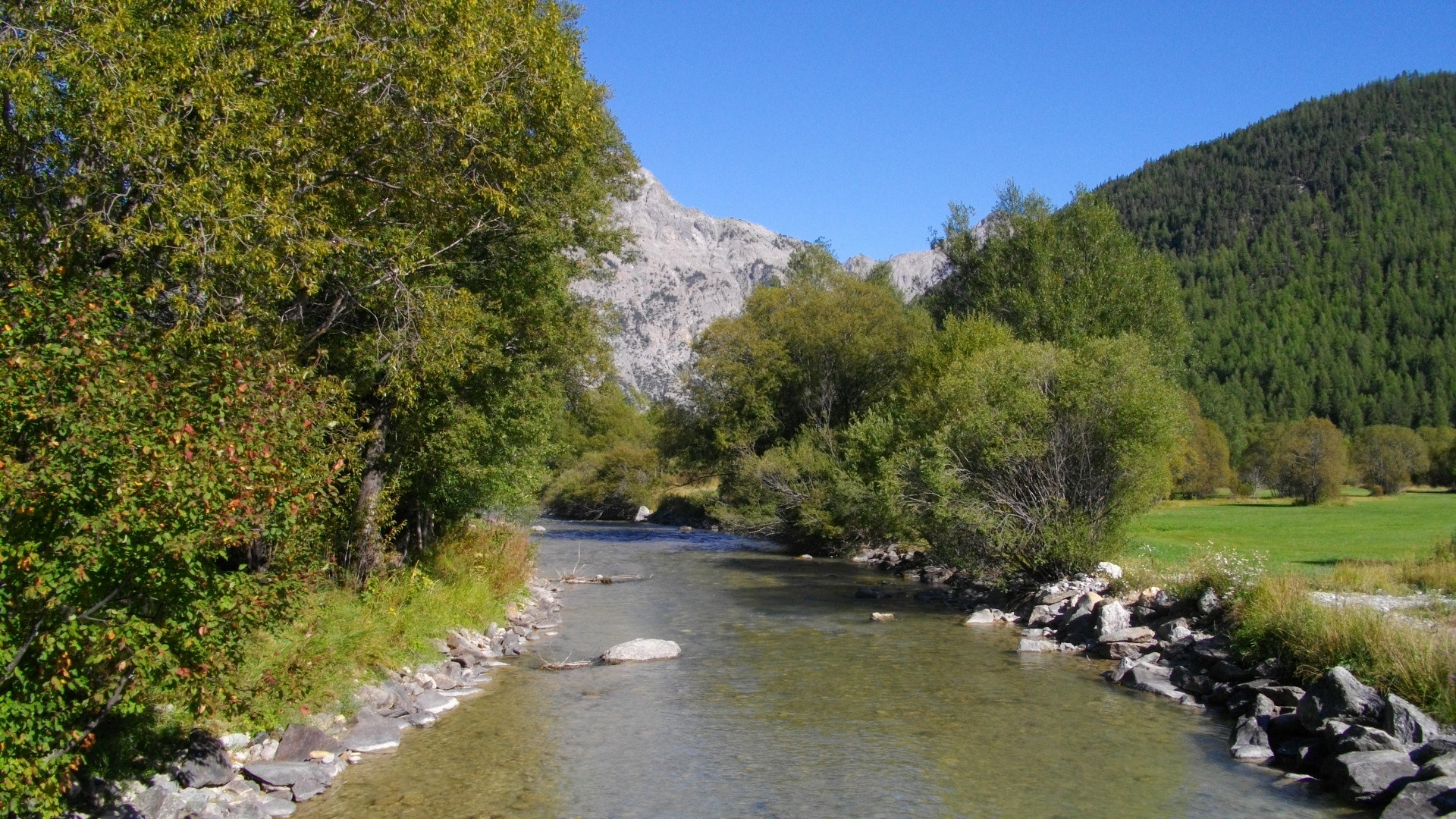
La Clarée à Névache (vue vers l'aval).

La Clarée est une rivière située dans les Hautes-Alpes qui prend sa source au lac de la Clarée sur la commune de Névache, à 2 433 m d'altitude,. Elle est située dans la vallée de la Clarée. La longueur de son cours est de 31,8 km.

### Communes et cantons traversés

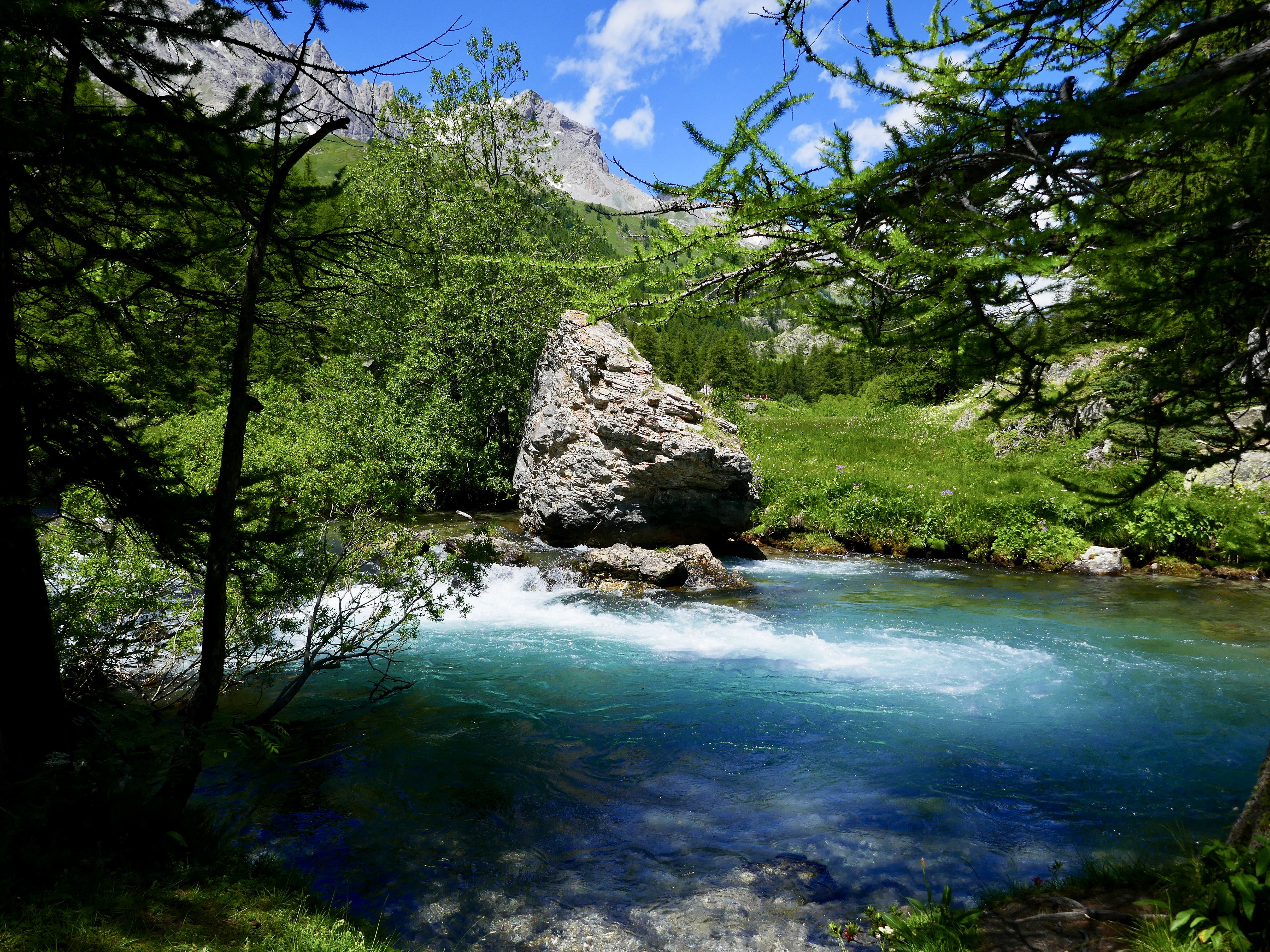
Haute vallée de la Clarée au hameau de Sainte-Marie (commune de Névache).

Dans le seul département des Hautes-Alpes, la Clarée traverse les trois communes suivantes, dans le sens amont vers aval, de Névache (source), Val-des-Prés et Montgenèvre (confluence).
Soit en termes de cantons, ces trois communes sont situées dans le seul canton de Briançon-2, dans l'arrondissement de Briançon et dans l'intercommunalité communauté de communes du Briançonnais.

### Bassin versant
Son bassin versant est de 206 km2. Celui-ci est constitué à 97,63 % de « forêts et milieux semi-naturels », à 1,79 % de « territoires agricoles », à 0,24 % de « territoires artificialisés »,.

### Organisme gestionnaire
Le Syndicat mixte d’aménagement de la vallée de la Durance, dont le périmètre d'intervention s'étend de Serre-Ponçon au Rhône, est la structure gestionnaire de la rivière. Il est concessionnaire du Domaine public fluvial (DPF) sur la Basse Durance mais intervient également sur le DPF de l'État sur la Moyenne Durance. Il œuvre essentiellement dans les domaines suivants : la gestion des crues, l’amélioration de la sécurité, le transport solide, la préservation et de la gestion du patrimoine naturel, la gestion des différents usages.

## Affluents
La Clarée a vingt-cinq affluents référencés :
- le torent de Brune, avec un affluent :
  - le ravin du Lau,
- le ravin du Riou Sec,
- le Riou Blanc,
- le ruisseau des Sagnes Froides, avec un affluent :
  - le ruisseau des Béraudes,
- le ruisseau du Moutet,
- le torrent de la Cula, avec un affluent :
  - le ruisseau de Saint-Jacques,
- le ruisseau de la Racare,
- le ruisseau du lac Laramon,
- le ruisseau du Rif Tord,
- le ruisseau du Chardonnet, avec un affluent :
  - le ruisseau du Raisin,
- le ruisseau de Guillet,
- le ruisseau de la Raoute,
- le ruisseau de Gardiole,
- le ruisseau de Biaune,
- le ruisseau de Buffère,
- le torrent du Vallon, avec quatre affluents :
  - le ravin de Saume Longue,
  - le ravin des Quarties,
  - le ravin du Châtelard,
  - ravin du Content,
- le ruisseau de Cristol,
- le ravin du Longuet, avec un affluent :
  - le ruisseau de L'Ouie,
- le torrent de Roubion,
- le torrent du Creuzet,
- le torrent des Acles (rg[note 2]), 7 km avec un affluent :
  - le ravin de l'Opon (rd),
- le torrent de Granon, avec un affluent :
  - le torrent de Bramafan,
- le torrent des Gamattes,
- le torrent du Rivet,
- le torrent de la Ruine.

### Rang de Strahler
Donc le rang de Strahler de la Clarée est de trois.

## Hydrologie
Son régime hydrologique est dit régime nival.

### La Clarée à Névache

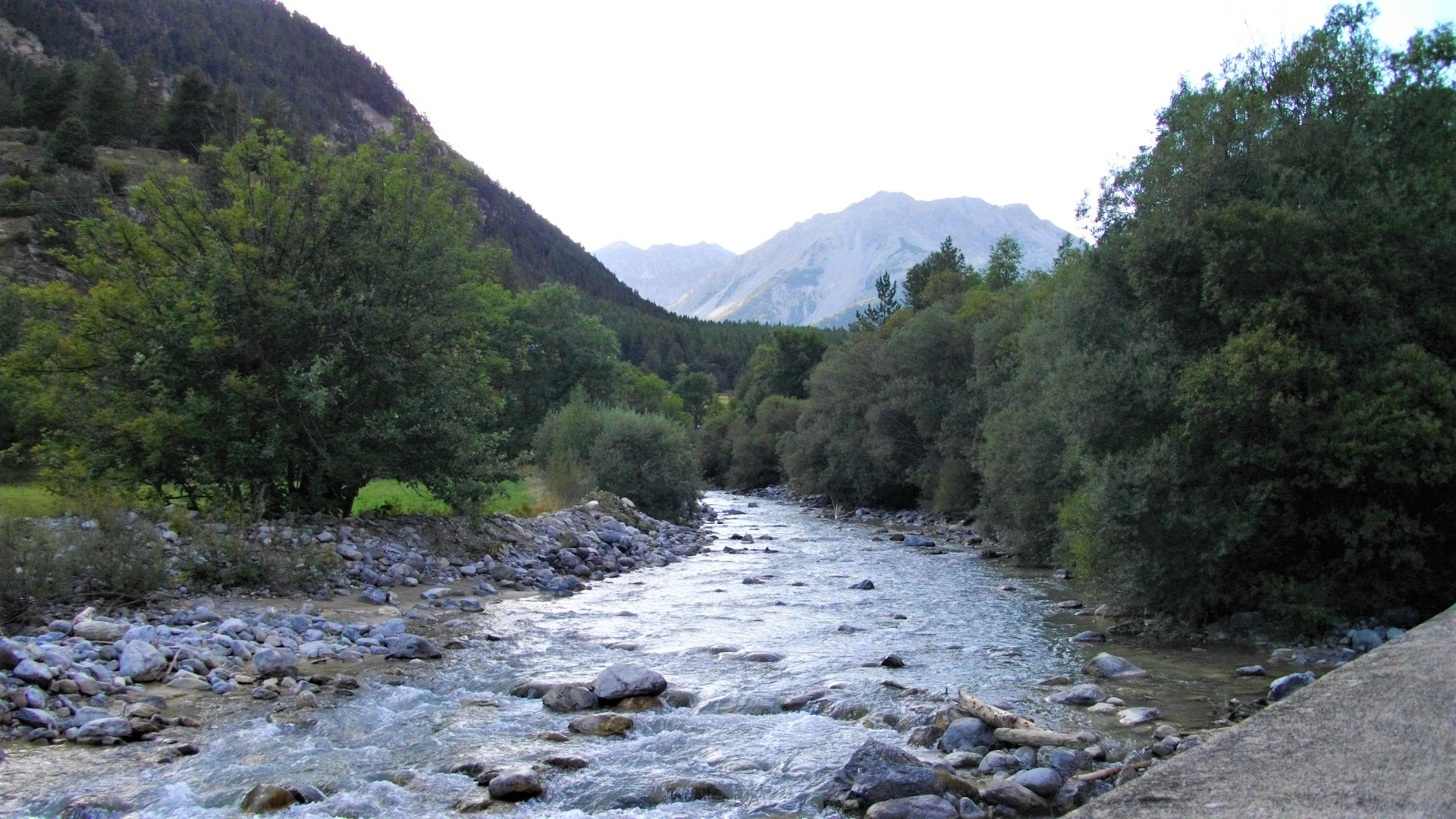
La Clarée en fin de journée à Plampinet (vue vers l'amont).

La station X0005010 de la Clarée à Névache n'a fonctionné que de 1975 à 1981, donc sans statistiques de synthèse. À cette station le bassin versant est de 87 km2 à 1 596 m d'altitude.
Le module ou moyenne annuelle de son débit est à Névache de 3,43 m3/s.

## Aménagements et écologie
La Clarée est classée au titre des Sites Naturels depuis 1992.

### Écologie et ZNIEFF
La Clarée est au cœur des ZNIEFF de type 1 Vallée de la Clarée et ses versants entre Plampinet et Val-des-Prés, elle-même incluse dans la ZNIEFF de type 2 Massif des Cercles - Mont Thabor - vallées Etroite et de la Clarée.
La Clarée est peuplée de truites farios et fréquentée par le cincle plongeur.

### Histoire
La Clarée aurait dû donner son nom à la Durance car au niveau de la Vachette, le débit et surtout la longueur de la Clarée sont supérieurs à ceux de la Durance.[réf. nécessaire].

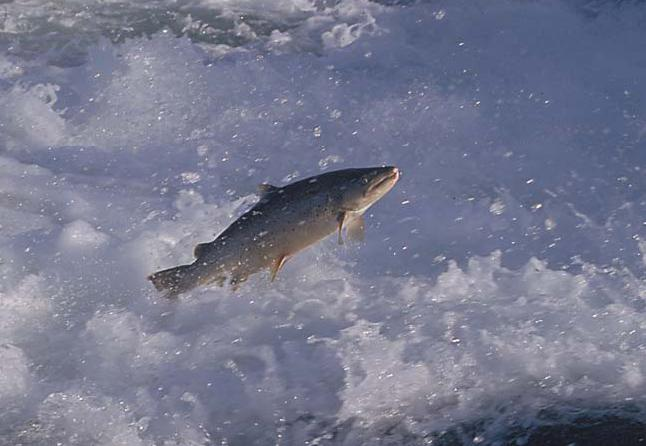
Une truite fario en train de pondre.
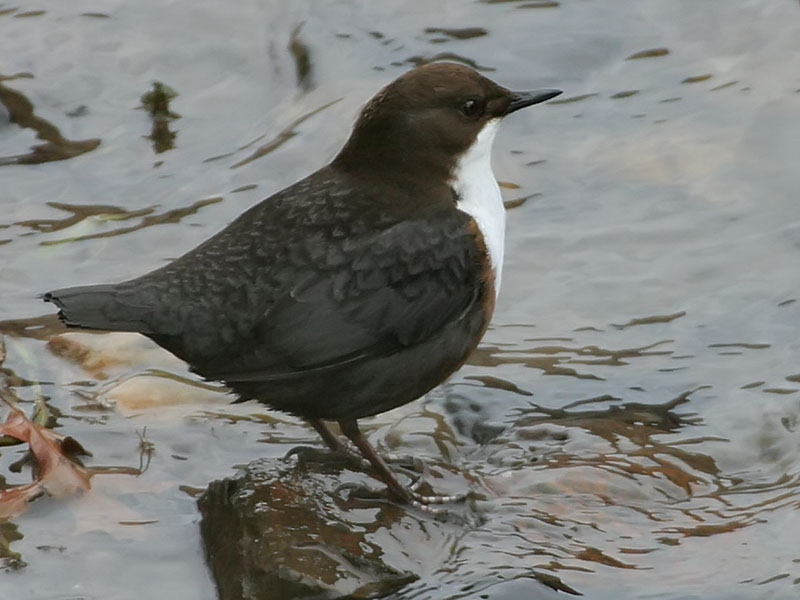
Cincle plongeur ou merle d'eau.